# Tanuja
Tanuja (Bombay, 23 september 1943) is een Indiaas actrice die voornamelijk in Hindi films speelt.

## Biografie
Tanuja begon haar carrière als kind in de door haar moeder (Shobhna Samarth) geregisseerde film Hamari Beti (1950), met in de hoofdrol haar oudere zus Nutan.
Ze maakte haar debuut als volwassene in de film Chhabili (1960) die wederom door haar moeder geregisseerd werd en Nutan als hoofdrolspeelster had. In 1961 speelde ze de hoofdrol in Hamari Yaad Aayegi. 
Tanuja heeft tot op heden in meer dan 150 films een rol vertolkt.
Ze had onder meer veel geprezen rollen in  Memdidi (1961), Chand Aur Suraj (1965), Baharen Phir Bhi Aayengi (1966), Jewel Thief (1967), Nai Roshni (1967), Jeene Ki Raah (1969), Haathi Mere Saathi (1971), Anubhav (1971), Mere Jeevan Saathi (1972) en Do Chor (1972).
Halverwege de jaren zestig begon ze ook aan een carrière in de Bengaalse filmindustrie, ze was onder andere te zien in Deya Neya (1963), Anthony-Firingee (1967), Rajkumari (1970), Teen Bhuvaner Parey en Prothom Kadam Phool (1969).
Ze is vanaf de jaren tachtig vooral in ondersteundende rollen te zien.
Tanuja heeft twee dochters, actrices Kajol en Tanishaa Mukerji.